# 아키타 아케히로
아키타 아케히로(일본어: 秋田 明大: 1947년 1월 2일- )는 일본의 학생운동권 인사다. 니혼대 분쟁 당시 니혼 대학 전학공투회의 의장이었다. 이후 전국전공투연합 부의장을 역임했다. 히로시마현 아키 군 쿠라하시 정 출신.
1965년 소토쿠 중고등학교를 졸업, 니혼 대학 경제학부에 입학했다. 1966년 운동권 써클 사회과학연구회(약칭 사련)에 가입했다. 학부 4학년 때인 1968년 5월 27일, 대학본부 측의 20억 엔 회계부정 문제가 표면화되어 학생들 뿐 아니라 교직원 노조와 학부모회까지 끌어들여 당대 최대 규모의 참여자를 동원한 니혼대 투쟁을 지휘하는 공투회의 의장이 되었다. 이것을 시발점으로 전공투 조직은 니혼대를 넘어 전국으로 확산되었다. 1968년 9월, 강당에서 3만 명의 학생들과 함께 후루타 쥬지로 이사장을 규탄한 뒤 잠적했다. 이후 대학본부가 끌어들인 경찰기동대 앞에 전공투는 거점을 속속 잃어버리고, 비운동권 학생들과 학부모들이 이탈하면서 고립이 심화되었다. 이듬해인 1969년 3월 12일 공무집행방해 등의 혐의로 체포되었고, 이후 전공투 운동은 급속히 쇠퇴했다.
운동 종식후 토목공사 작업원으로 일하면서 자작 시집을 판매하는 등의 활동을 했다. 그 뒤 고향 히로시마 현으로 돌아가 자동차 수리공장을 경영했다. 1985년 13세 연하의 여자와 중매결혼했지만 이혼했다. 이후 결혼소개소를 통해 만난 20세 연하의 중국계 아내와 재혼하여 아들 1명을 낳아 생활했다.
생활고에 힘들었는지 1994년 전공투 백서 편집위원회가 전공투 참가자들에게 보낸 설문조사에 "다시 그 시대로 돌아간다면 운동에 참여하지 않을 것. 바보 같다", "운동을 떠난 주원인은 생활", "당면한 가장 중요한 과제는 생활"이라는 등 냉소적인 답변을 보냈다.
21세기 들어서 재전향, 2007년 일본국 헌법의 개정절차에 관한 법률 반대운동에 참여하면서 야마모토 요시타카와 함께 개헌저지 모임에 이름을 올렸다. 2008년 7월 12일 인터뷰에서는 "니혼대 전공투의 투쟁에 큰 실수는 없었다," "죽을 때 내 인생은 전공투였다고 하면 된다"는 의견을 밝혔다.